# Una novela que comienza
Una novela que comienza es un libro del escritor argentino Macedonio Fernández. Fue publicado por primera vez por la Editorial Ercilla, de Chile, en 1941.
El libro está formado por un prólogo breve escrito por Fernández y un conjunto de textos de diversos tipos: relatos, poesías y acotaciones metafísicas. Todo escrito con un predominante sentido del humor (mayor que en sus otras obras), que lo hace interrumpir muchas veces lo que está contando para escribir sobre otro tema por completo ajeno y narrado en tono chistoso.
Como todos los libros de Fernández, Una novela que comienza resulta inclasificable dentro de un género literario. Por momentos, cuenta una historia de amor que parece folletinesca y la deja inconclusa; luego, vuelve a otra historia de amor de la que es protagonista y la interrumpe para seguir con otra, sin relación alguna con la anterior y que, también, deja sin terminar. El resto lo va creando en el momento, con lo que se le ocurre, al estilo único de Fernández.